# Звено 19
Звено 19 (англ. Flight 19) — звено из пяти торпедоносцев-бомбардировщиков «Эвенджер», совершавшее 5 декабря 1945 года учебно-тренировочный полёт, завершившийся потерей при невыясненных обстоятельствах всех пяти машин, а также отправленного на их поиски спасательного гидросамолета PBM-5 Мартин «Маринер». Это лётное происшествие считается одним из самых странных и необычных не только в истории авиации флота США, но и в истории всей мировой авиации. Данный инцидент часто упоминается в связи с феноменом Бермудского треугольника.

## Подготовка к полёту
5 декабря 1945 года в рамках вылета № 19 звено из четырёх торпедоносцев «Эвенджер» под управлением пилотов корпуса морской пехоты США и авиации флота, проходивших программу переподготовки на этот тип самолета, ведомое пятым торпедоносцем, который пилотировал лётчик-инструктор корпуса морской пехоты лейтенант Чарльз Кэролл Тейлор, должно было выполнить обычное упражнение из курса программы переподготовки. Типовое «навигационное упражнение № 1» предполагало полёт над океаном по маршруту с двумя поворотами и учебное бомбометание.

### Полётное задание
Звено, вылетев с базы морской авиации в Форт-Лодердейле (англ. Fort Lauderdale, 26°03′ с. ш. 80°07′ з. д.), должно было следовать курсом 91 (практически строго на восток) на 56 миль, где в районе группы островков (рифов) Хен энд Чикенс Шоулз произвести практическое бомбометание, после чего следовать тем же курсом еще 67 миль, затем лечь на курс 346 и пересечь остров Большая Багама, пролетев этим курсом 73 мили, лечь на обратный курс 241 и вернуться на базу, находящуюся в 120 милях от последней навигационной точки. Этот маршрут был совершенно стандартным, типовым, все его точки имели характерные визуальные навигационные ориентиры, сводившие к минимуму вероятность ошибки. Этот и ему подобные маршруты в районе Багамских островов систематически использовались для учебных полётов пилотов морской авиации на протяжении всей Второй мировой войны. Расчетная продолжительность полёта по маршруту составляла 2 часа, при этом навигационный запас топлива на торпедоносцах был стандартным — на 5½ часов полёта. Метеопрогноз по всему маршруту на всё время полёта был благоприятный.

### Особенности экипажей
Ведущий звена лейтенант Тейлор был достаточно опытным пилотом, налетавшим на этом типе торпедоносцев около 2500 часов, его курсантов тоже сложно было назвать новичками — они имели общий налет от 350 до 400 часов, из них не менее 55 часов на «Эвенджерах» данного типа. Двое из четырех командиров машин были капитанами корпуса морской пехоты, причем капитан Пауэрс был откомандирован на переподготовку из главного штаба корпуса. К числу возможных недостатков лейтенанта Тэйлора как лидера группы все источники единогласно относят только относительно небольшой опыт полётов именно в этом конкретном районе (хотя при этом обычно умалчивают, что он был переведен в Форт Лодердейл с авиабазы Майами, то есть в принципе из того же региона). Отсутствие такого опыта при полёте над морем в отсутствие визуальных ориентиров мало влияет на результативность навигации. Однако при потере ориентировки знание района полётов могло бы помочь определить своё положение. Кроме того, штурманский состав звена был слабым — три штурмана-бомбардира были кадетами и проходили первоначальную подготовку, ещё один — сержантом, по данным некоторых источников готовившимся к сдаче квалификационного экзамена на штурмана морской авиации. Один из стрелков-радистов к вылету не явился, остальные четверо были достаточно опытными специалистами своего дела.

### Особенности машин
Торпедоносцы модификации TBM-3, на которых выполнялся тренировочный полёт, имели достаточно совершенное по тем временам оборудование, позволявшее выполнять полёты в любых погодных условиях и ночью. В частности, машины помимо обычных компасов в двух кабинах (у лётчика и штурмана) были оборудованы гирокомпасами и радиополукомпасами AN/ARR-2, а также имели достаточно мощные радиостанции с функцией радиомаяка (AN/ART-13, приёмник AN/ARC-5, передатчик УКВ AN/ARC-1), радиоальтиметр AN/APN-1 и даже новинку тех лет — радары AN/APS-4 для обнаружения надводных целей. Кроме того, они были оборудованы автопилотами типа G4 с высокой степенью автоматизации управления (автопилот был напрямую связан с приборным оборудованием). Спасательное оборудование включало в себя, помимо автоматических спасательных жилетов экипажа, также автоматические надувные спасательные лодки Mark 4 type D, укомплектованные запасом продуктов, сигнальными ракетами, инвентарём для выживания и аварийными радиостанциями, кроме того, на самолётах были установлены автоматические аварийные радиомаяки. Все машины перед вылетом были подготовлены согласно регламенту, наземные службы и экипажи подтвердили работоспособность всех систем. Однако после происшествия один из механиков заявил, что на приборных панелях всех самолётов не было часов.

## Полёт «Эвенджеров»
Самолёты вылетели с базы ВМС в Форт-Лодердейле в 14:10. Звено вёл один из пилотов, проходивших обучение; лейтенант Тейлор занял место позади и наблюдал за правильностью выполнения навигационного задания.
Для того, чтобы выяснить, что происходило с самолётами после этого, следственная комиссия изучила журналы радиосвязи и опросила радистов, слышавших сообщения с самолётов звена и переговоры пилотов между собой. Сведения о содержании этих записей противоречивы. Здесь приведена хронология по публикации Морского исторического центра, написанной, по утверждению автора, на основе официальных документов, и книге И.А. Муромова «100 великих авиакатастроф».
В источниках не приводится данных о каких-либо докладах Тейлора о ходе полёта до возникновения проблем или о прохождении навигационных точек маршрута, но утверждается, что из переговоров между пилотами можно сделать вывод, что бомбометание было выполнено успешно.
В 15:40 (по другим данным — примерно в 16:00) старший инструктор лейтенант Роберт Ф. Фокс, выполнявший полёт над Форт-Лодердейлом, услышал, как кто-то вызывает по радио «Пауэрса» (без позывных). Неизвестный несколько раз спросил Пауэрса о показаниях его компасов, через некоторое время он (по другим данным, Пауэрс) сказал: «Я не знаю, где мы. Должно быть, мы заблудились после последнего поворота». После того, как Фокс установил с ними связь, выяснилось, что Пауэрса вызывал лейтенант Тейлор. Тейлор сообщил Фоксу, что он находится «над Кис» ("I am sure I'm in the Keys"), имея в виду архипелаг Флорида-Кис, и пытается найти Форт-Лодердейл, но у него вышли из строя оба компаса. Связь велась на частоте 4805 кГц и была неустойчивой. Фокс посоветовал развернуть самолёты так, чтобы солнце оказалось слева, и лететь в этом направлении.
В 16:10 о возникших проблемах стало известно базе в Форт-Лодердейле и, примерно в то же время, базе подразделения спасательных операций в Порт-Эверглейдс.
В 16:25 с самолётами звена удалось выйти на связь спасательному подразделению в Порт-Эверглейдс. Тейлор говорит, что они только что пролетели над небольшим островом и не видят никакой другой суши, затем сообщает, что он включил аварийный радиомаяк и спрашивает, не видит ли его кто-нибудь на локаторе. Порт-Эверглейдс предлагает Тейлору передать командование пилоту самолёта с исправными приборами.
В 16:31 Порт-Эверглейдс слышит сообщение Тейлора: «Один из пилотов считает, что если мы будем идти курсом 270, то достигнем берега».
В 16:45 Тейлор сообщает базе: «Мы будем держать курс 030 в течение 45 минут, затем повернём на север, чтобы убедиться, что мы не над Мексиканским заливом». Широковещательные радиостанции на Кубе создают помехи для связи на частоте 4805 кГц, поэтому Тейлора просят перейти на аварийную частоту 3000 кГц. Тейлор отвечает, что не может этого сделать, так как должен поддерживать связь с остальными самолётами ("I must keep my planes intact").
В 17:00 Тейлор отдаёт команду самолётам звена повернуть на курс 090 (на восток) на 10 минут. Примерно в это время на берегу слышат восклицания, предположительно, двух лётчиков звена: «Если бы мы полетели на запад, были бы уже дома», «Черт побери, курс на запад».
В 17:15 Тейлор сообщает в Порт-Эверглейдс: «Слышу вас очень слабо. Сейчас летим курсом двести семьдесят градусов». Затем сообщает, что они намерены лететь этим курсом «пока не кончится горючее или пока не достигнут берега». Связь с самолётами неустойчивая.
В 17:30 Тейлор спросил пилотов: «Что это слева? Судно?». 
В 17:50 с помощью радиопеленгации определено примерное положение самолётов — в радиусе 100 миль от точки с координатами 29°15′ с. ш. 79°00′ з. д..
В 17:54 Тейлора опять просят перейти на частоту 3000 кГц, он отвечает, что не может этого сделать, чтобы не терять связи с остальными самолётами звена.
В 18:04 Тейлор передаёт: «Курс 270 градусов, мы недостаточно долго шли на восток (Holding course 270 degrees we didn't go far enough east)… можем также развернуться и лететь на восток».
В 18:20 Тейлор командует: «Всем самолётам держаться рядом… если не покажется берег, нам придётся приводниться… Когда у кого-нибудь останется меньше 10 галлонов, все вместе снижаемся».
В 19:04 на берегу в центре управления полётами в Майами в последний раз слышат, как один из пилотов звена вызывает лейтенанта Тейлора по его позывному.
Около 20:00 топливо кончается, самолёты вынуждены приводниться, после чего связь пропадает и больше о судьбе пилотов никто ничего не слышал.

## Полёт «Маринеров»

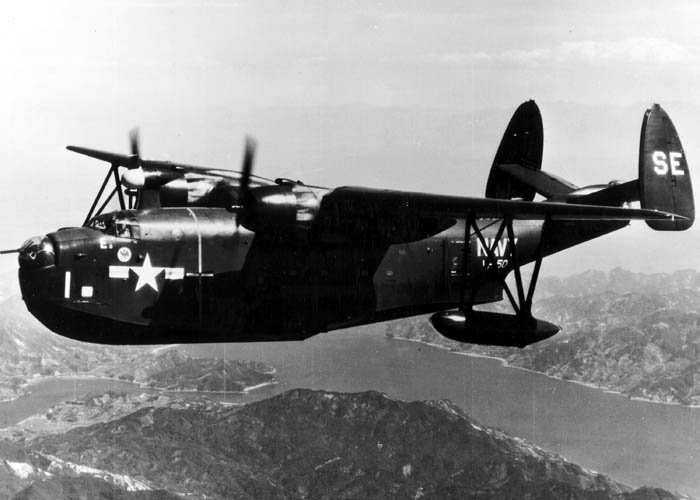
Мартин «Маринер» PBM-5.

Вылетевшие спасательные самолеты имели следующие задания: борт № 32 (командир младший лейтенант Бэммерлин) должен был лететь прямо к центру треугольника ошибок, а затем вести стандартный поиск по квадратам, борт № 49 (командир младший лейтенант Джеффери) должен был пролететь вдоль побережья до широты 29 N, затем на восток до центра треугольника ошибок, где встретиться с бортом № 32, а потом также перейти к поиску по квадратам. Борт № 49 передал по радио несколько стандартных сообщений, из которых следовало, что он приближается к месту пеленгации «Эвенджеров», однако пока еще ничего не обнаружил. Вскоре после того, как он доложил о том, что лег на курс 90 и занял эшелон 1800, связь с ним прервалась. В 21:20 в штаб береговой охраны поступило сообщение с танкера «Gaines Mills», капитан которого Ш.Стенли доложил, что в 19:50 они наблюдали взрыв в воздухе в точке с координатами 28 градусов 59 минут N, 80 градусов 25 минут W. Взрыв выглядел как столб огня высотой 120 футов, который держался в течение десяти минут, на воде осталось масляное пятно, с танкера осмотрели место взрыва, но никого не обнаружили. Позднее капитан дал несколько иные показания: команда наблюдала самолет, который загорелся в воздухе, рухнул в океан и взорвался, кроме масляного пятна было много обломков. В район взрыва были направлены борт № 32 (прибыл к месту взрыва только в 22:45 из-за сложных метеоусловий) и корабли береговой охраны с базы Нью-Смирна, но поиски (в том числе с использованием радаров) ничего не дали — ни пятна на воде, ни массы обломков они не обнаружили.

## Поисково-спасательная операция

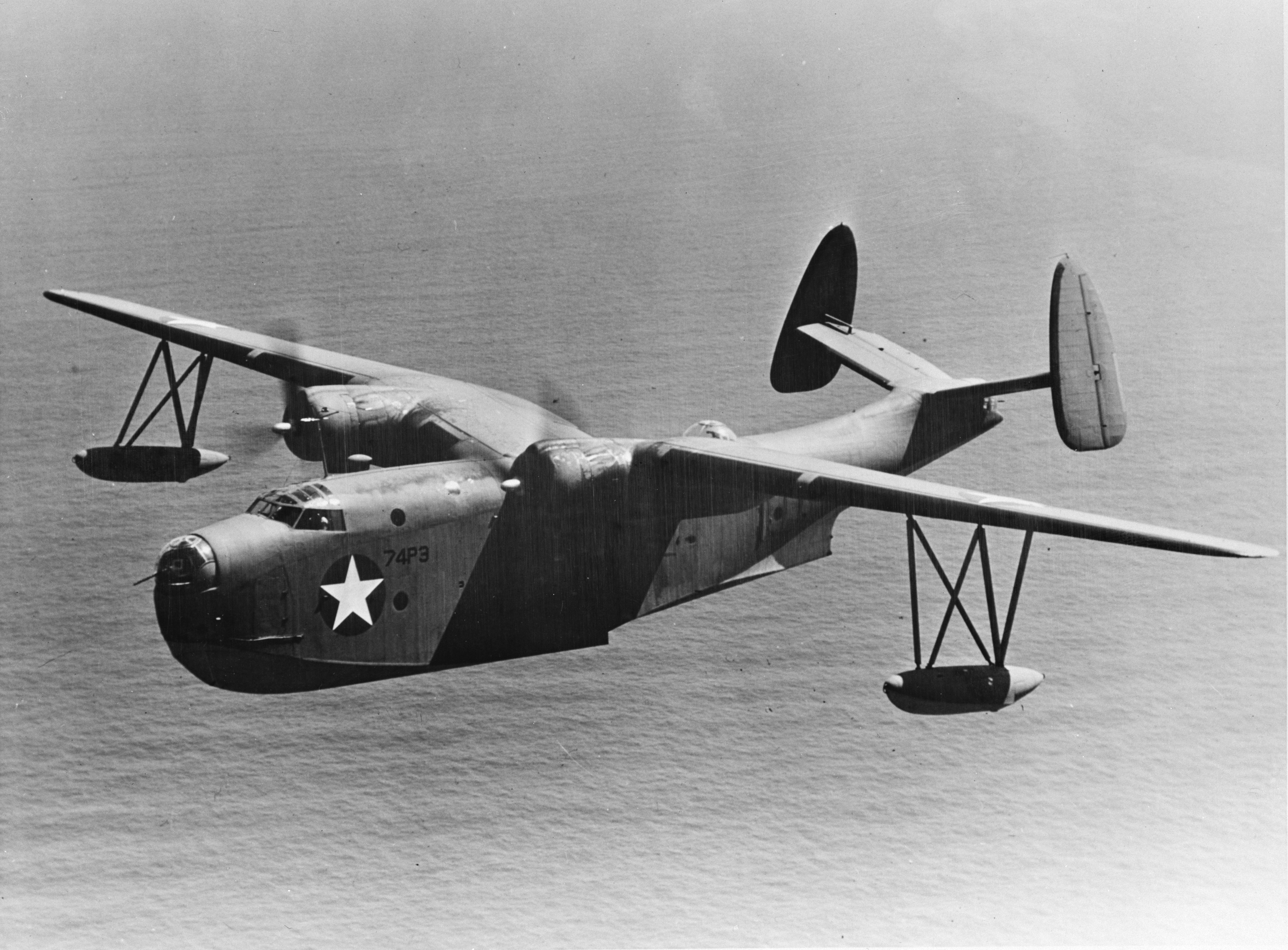
Мартин «Маринер» PBM-3 в полёте над морем. От PBM-5 отличался отсутствием радара, а также менее мощными моторами.

Многочасовой полёт борта № 32, продолжившего  ночью с 5 на 6 декабря поиск в одиночку, результатов не дал.
С наступлением светлого времени суток была начата одна из самых масштабных операций по поиску пропавших самолетов, в ней было задействовано триста самолетов армии и флота и двадцать одно судно. Сформированные из частей национальной гвардии и волонтеров поисковые партии на суше систематически перекрестно обыскивали побережье Флориды, островов Флорида-Кис и Багамских островов. Операция была прекращена безрезультатно через несколько недель, но активная фаза поисков закончилась достаточно быстро — 10 декабря 1945 года, после чего было принято решение официально считать все экипажи пропавшими без вести.

## Версии произошедшего

### Официальная — человеческий фактор
Следственное управление ВМС США провело расследование. 7 декабря были опубликованы основные факты, собранные к этому времени и сделанные на их основании выводы, сводившиеся к следующему:
- Лейтенант Тэйлор ошибочно решил, что самолёты звена находятся над Мексиканским заливом; эта ошибка была следствием его уверенности, что острова, над которыми они пролетали, являлись архипелагом Флорида-Кис, и полёт на северо-восток должен вывести их к полуострову Флорида. Управление посчитало, что Тэйлор в расчётное время миновал Багамы и, в действительности, вёл звено на северо-восток, находясь над Атлантическим океаном.
- Лейтенант Тэйлор, хотя и являлся великолепным боевым пилотом и не имел взысканий от командования ВМС, был склонен пилотировать самолёт, полагаясь на интуицию, и несколько раз терял ориентировку. Дважды из-за этого он вынужден был сажать самолёт на воду.
- Ответственность за потерю самолётов и экипажей была возложена на лейтенанта Тэйлора.
- Исчезновение тренировочного самолёта № 49 (Мартин Маринер) объяснялось его взрывом в воздухе.

В течение года этот доклад дополнялся, его объём достиг 500 страниц. Под давлением матери Тэйлора, утверждавшей, что военно-морское ведомство обвиняет её сына в потере пяти самолётов и гибели 14 человек, не имея достаточных оснований, вывод о вине лейтенанта Тэйлора был заменён формулировкой «причина неизвестна».
В последующие годы предлагались различные варианты, основанные на официальной версии, для объяснения причин и конкретных обстоятельств потери ориентировки. Эти версии принадлежат разным авторам, в том числе и не связанным с флотом. Общие для этих версий выводы заключаются в следующем. Если бы звено находилось над Флорида-Кис, то, следуя курсом на север-запад, оно вышло бы к Флориде в течение 10—20 минут. Следовательно, на самом деле, оно находилось над Атлантикой, примерно в том районе, где и, должно быть, по плану полёта и Тэйлор перепутал с Флорида-Кис какие-то другие острова.
Так, по одной версии, под воздействием неких неизвестных факторов звено через некоторое время после прохождения первой навигационной точки маршрута выполнило разворот вправо примерно на курс 90 градусов, пересекло остров Большой Абако, который Тэйлор принял за Большую Багаму (их конфигурации в этом месте действительно схожи), после чего, совершив ошибку в определении второй навигационной точки, звено полетело на север, а не на запад, как планировалось, при этом Тэйлор увидел гряду рифов к востоку от Большого Абако, которые он принял за острова Флорида-Кис. Однако эта версия имеет свои слабые места. Так, звено должно было выполнить поворот таким образом, что солнце вместо того, чтобы светить им в хвост, стало бы светить в правый борт, что не могло не привлечь внимание хотя бы одного из четырнадцати членов экипажей. Далее, даже в отсутствие солнца заметно, что перед Большим Абако находится огромная банка с весьма характерным цветом воды над ней, а непосредственно перед берегом острова находится целый лабиринт мелких болотистых островков весьма характерного вида. Ничего подобного на подлете к Большой Багаме с юга нет, берег открывается непосредственно со стороны океана.
По другой версии, лейтенант Тэйлор «просто запаниковал», увидев под собой северную оконечность Большой Багамы и, ошибочно приняв её и окружающие острова за острова Флорида-Кис, сделал неверные выводы относительно неисправности своих компасов. Но перепутать именно данный участок Большой Багамы с островами Флорида-Кис проблематично из-за наличия весьма характерных визуальных ориентиров, самым значимым из которых является аэродром морской авиации, эксплуатировавшийся в то время авиацией флота Великобритании.
В целом ряде источников, включая официальные, упоминалось о том, что в ходе участия в боевых действиях на Тихом океане Тэйлор дважды совершал вынужденные посадки на воду из-за полной выработки топлива, что, возможно, свидетельствовало о его «профессиональной непригодности». Однако, как известно из тех же документов, за десять месяцев участия в кампании только на «Эвенджерах» он налетал около 2500 часов, то есть примерно по 250 часов в месяц. Это очень большая лётная нагрузка, при которой с одной стороны все действия пилота отрабатываются до автоматизма, а с другой — неизбежны ошибки от усталости и просто фатальные случайности. В пользу вполне достаточной квалификации Тейлора говорит тот факт, что в обоих случаях аварийного приводнения весь экипаж оставался жив, а последующее расследование не усматривало вины Тэйлора в гибели машины и он не отстранялся от лётной работы. Учитывая массовую демобилизацию пилотов после войны и возможность кадрового подбора, вряд ли на должность инструктора в школу повышения квалификации лётного состава взяли бы «профессионально несостоятельного» лётчика морской авиации, который якобы систематически терял ориентировку и топил из-за этого самолёты.
Непонятна реакция его ведомых: утверждается, что некоторые из них предлагали лететь на запад и высказывали недовольство тем, что лейтенант Тейлор не принимает такого решения, но никто не попытался самостоятельно вернуться на базу. Обычно это объясняют строгой дисциплиной, к которой привыкли военные лётчики, и высоким авторитетом Тейлора, имевшего гораздо больше опыта.
Когда машины звена прекратили маневр к северу и легли на курс 270, они имели горючего ещё примерно на 2½ часа (то есть, практически, почти на половину полётного времени) и, при самом неблагоприятном маневрировании до этого, должны были достичь берега. Ни одна из версий, предполагающих потерю ориентировки над Атлантикой, не объясняет, почему этого не случилось. По официальным данным, связь с самолётами была потеряна примерно в это время и выяснить, что с ними происходило в дальнейшем, следствию не удалось.

### Паранормальные — Бермудский треугольник
По ряду неофициальных версий, исчезновение самолётов связано с аномальными явлениями, происходящими в Бермудском треугольнике, деятельностью инопланетян и т. д. В частности, упоминаемая в отчёте о расследовании белёсая дымка, мешавшая пилотам определить направление на солнце, трактуется как один из известных уфологических феноменов, связанных с деформациями пространства-времени. Якобы в такой дымке изменяются физические расстояния, а время может менять свой темп.
В рамках этой же версии в публикациях появилось множество своего рода «апокрифических» текстов радиосообщений, якобы передававшихся лейтенантом Тэйлором и кем-то принятых, в которых фигурируют «пришельцы из иных миров», «океан выглядит не так, как обычно» и т. д. Часто упоминается якобы последняя фраза Тейлора: «Кажется, что мы вроде… мы опускаемся в белые воды… мы полностью заблудились…»
Также упоминается о некоем аномальном атмосферном явлении, якобы наблюдавшимся экипажем неназванного транспортного самолёта в районе исчезновения звена торпедоносцев, которое представляло собой «огненный сноп» и т. д. Все подобные свидетельства никак не подтверждались при дальнейшей их проверке, либо базировались сугубо на показаниях заинтересованных лиц — журналистов, экстрасенсов, уфологов, «контактёров» и т. п.

### Конспирологические
Существует несколько версий, согласно которым цели полёта звена принципиально отличались от официально опубликованных по результатам расследования. Возможно, полёт предпринимался с целью испытания некоего нового вида оружия (или наблюдения за таковыми испытаниями), предполагавшего использование каких-либо физических феноменов и т. д. Это, в частности, может объяснить наличие в составе звена «курсантов» двух капитанов корпуса морской пехоты, один из которых к тому же служил в главном штабе корпуса. В этих же целях, возможно, был скрыт реальный маршрут полёта, что сделало поиски заведомо безрезультатными.
Некоторые источники связывают данный случай с инцидентами, имеющими отношение к так называемому Филадельфийскому эксперименту.
Авторы одной из версии увязывают воедино исчезновение 19-го звена и исчезнувшего в тот же день в том же районе бразильского судна «Рамона». Судно «Рамона» шло из Швеции на Гаити с грузом динамо-машин. Согласно версии авторов теории, на самом деле «Рамона» везла оружие гаитянским повстанцам, а вылет «Эвенджеров» был боевым. В связи с большой дальностью полёта звено не могло вернуться на базу и совершило посадку на воду, где экипажи были подобраны «исчезнувшим» «Маринером». Известные же всему миру переговоры с упоминанием «белой воды» авторы считают радиоигрой.

### Найденные обломки
В середине 1960-х недалеко от Себастиана в штате Флорида был найден самолёт с останками двух человек. ВМС США заявили, что самолёт принадлежит звену 19, но затем опровергли это. Останки идентифицировать не удалось.
В 1986 году недалеко от побережья Флориды во время розыска обломков Шаттла «Челленджер» были обнаружены останки самолета «Эвенджер». В 1990 году авиационный археолог Джон Мюре, думая, что он принадлежал звену 19, поднял со дна несколько обломков, но Военно-морская библиотека сообщила позже, что самолёт не относился к этому звену.
В 1991 году команда судна «Дип Си» во главе с Грэмом Хоуксом, искавшая  на дне океана испанские галеоны с золотом, объявила, что они нашли недалеко от берега Флориды останки пяти самолётов «Эвенджер», но бортовые номера, которые им удалось прочесть, не совпадали с номерами звена 19. В 2004 году для съёмок документального фильма Би-би-си Хоукс вернулся на место находок с новым оборудованием, и на этот раз ему удалось чётко определить номер одного из самолётов — 23990. Расследование показало, что этот самолёт не относится к звену 19 и на самом деле является другим «Эвенджером», который потерпел катастрофу ещё 9 октября 1943 года (весь его экипаж спасся). Номера остальных самолётов Хоуксу определить не удалось. В марте 2012 года Хоукс неожиданно заявил, что в 2004 году у него не было достаточно средств, чтобы как следует изучить обломки, и поэтому теперь он (признавая, что нет никаких прямых доказательств) всё же считает, что эти самолёты принадлежат звену 19.
В свою очередь специальные отчёты показали, что в период с 1942 по 1945 год во время учебных вылетов из Форт-Лодердейла погибло 95 человек, вследствие чего нет никакой гарантии, что и остальные неопознанные четыре самолёта принадлежат звену 19.

## Списки экипажей

### Экипажи звена
| Бортовой номер   | Пилот                                                                     | Бомбардир-оператор                                                               | Стрелок-радист                                                                  |
| ---------------- | ------------------------------------------------------------------------- | -------------------------------------------------------------------------------- | ------------------------------------------------------------------------------- |
| FT. 28 (ведущий) | лейтенант Чарльз Тэйлор (Charles C. Taylor) (резерв ВМС) (командир звена) | петти-офицер-бомбардир 3-го класса Джордж Девлин (George F. Devlin) (резерв ВМС) | петти-офицер-радист 3-го класса Уолтер Парпарт (Walter R. Parpart) (резерв ВМС) |
| FT. 36           | капитан Эдвард Пауэрс (Edward J. Powers) (штаб КМП)                       | штаб-сержант Хауэлл Томпсон (Howell O. Thompson) (резерв КМП)                    | сержант Джордж Пэонесса (George R. Paonessa) (КМП)                              |
| FT. 3            | энсин Джозеф Босси (Joseph T. Bossi) (резерв ВМС)                         | матрос 1-го класса Герман Тиландер (Herman A. Thelander) (резерв ВМС)            | матрос 1-го класса Барт Бейлак-мл. (Burt E. Baluk, JR.) (резерв ВМС)            |
| FT. 117          | капитан Джордж Стайверс (George W. Stivers) (КМП)                         | рядовой Роберт Грюбел (Robert P. Gruebel) (резерв КМП)                           | сержант Роберт Гэлливан (Robert F. Gallivan) (КМП)                              |
| FT. 81           | 2-й лейтенант Роберт Гербер (Robert J. Gerber) (резерв КМП)               | рядовой 1-го класса Уильям Лайтфут (William E. Lightfoot) (резерв КМП)           | капрал Эллан Коснар (к вылету не явился)                                        |

### Экипаж летающей лодки «Маринер»
Рег. номер 59-225
- Младший лейтенант флота Уолтер Джеффери (Walter G. Jeffery) (ВМС) (командир корабля)
- Младший лейтенант флота Гарри Коун (Harrie G. Cone) (ВМС)
- Энсин Роджер М. Аллен (Roger M. Allen) (ВМС)
- Энсин Ллойд Элайасон (Lloyd A. Eliason) (ВМС)
- Энсин Чарльз Арсено (Charles D. Arceneaux) (ВМС)
- Техник-радист 3-го класса Роберт Кэмерон (Robert C. Cameron) (ВМС)
- Матрос 1-го класса Уайли Каргилл-ст. (Wiley D. Cargill, Sr.) (ВМС)
- Старшина-радист 3-го класса Джеймс Джордан (James F. Jordan) (ВМС)
- Старшина-бомбардир 3-го класса Джон Менендез (John T. Menendez) (ВМС)
- Матрос 1-го класса Филипп Ниман (Philip B. Neeman) (ВМС)
- Старшина-бомбардир 3-го класса Джеймс Остерхелд (James F. Osterheld) (ВМС)
- Старшина-механик 1-го класса Дональд Питерсон (Donald E. Peterson) (ВМС)
- Матрос 1-го класса Альфред Живицки (Alfred J. Zywicki) (ВМС)

## В культуре
- «Паранормальная версия» отражена в фильме Стивена Спилберга «Близкие контакты третьей степени» (1977).
- В фильме «Загадки бермудского треугольника» современный пассажирский самолет встречает в небе над БТ самолёты эскадрильи «Эвенджерс».
- В миссии «Lost in the Triangle» игры Microsoft Flight Simulator X можно встретить самолёты-призраки эскадрильи «Эвенджерс».
- Песня группы Rage (альбом «Secrets In A Weird World», 1989) — Without A Trace (часть A — «The Devil’s Triangle»)[8].

Три пилота (Энсин Джозеф Босси, Герман Тиландер, Уильям Лайтфут) являются героями серии книг " Прометей" Ивара Рави.

### Официальная версия
- Partial transcript of the official Navy investigation, dated 7 Dec, 1945. Список фактов, установленных следствием
- Naval Historical Center. Lost patrol. Статья, основанная на материалах официального расследования
- Naval Historical Center. The Loss Of Flight 19
- И. А. Муромов «100 великих авиакатастроф». М., 2003
- Flight 19 and Bermuda Triangle
- The loss of Flight 19
- Elisabeth Goodridge. Crew of Flight 19 Honored

### Бермудский треугольник
- «The Deadly Bermuda Triangle». Vincent Gaddis. Argosy February 1964 p. 28-29, 116—118
- Вадим Черноборов. Бермудский треугольник: Время Становится Видимым
- Вадим Чернобров. «Энциклопедия загадочных мест мира»
- Царев Игорь. Энциклопедия аномальных явлений

### Другие версии
- Disappearences in the Bermuda Triangle and Flight 19

### Разное
- Flight 19 — ein Mysterium (нем.)
- Famous Missing/Flight 19
- Flight 19 — A new solution to the disappearance of five Avengers
- Список фильмов по теме на video.google (недоступная ссылка)
- В. Голицына. Про бессилие науки перед тайною Бермуд
- «Трагедия, которая принесла популярность бермудскому треугольнику, — 19-е звено» на сайте «Великие загадки и мифы Земли»
- Bad navigation? (Критика версии Куше)